# Заплатинський Василь Миронович
Заплатинський Василь Миронович — почесний професор, доцент, кандидат наук (PhD), президент Академії безпеки та основ здоров'я, голова дорадчої ради «Безпека життя і діяльності людини» Міністерства освіти і науки України, член президії науково-методичної комісії з цивільної безпеки науково-методичної ради Міністерства освіти і науки України, член European Association for Security, член «Союзу фахівців БЖД», академік Міжнародної академії безпеки життєдіяльності, полковник International Committee on struggle against the Organized crime, Terrorism and Corruption (ICOCRIM), член наукової ради наукового збірника «Edukacja Techniczna I Informatyczna» Instytut Edukacji Technicznej i Bezpieczenstwa Akademii im. Jana Dlugosza w Częstochowie, професор Польського Університету. Вивчає теорію та історію безпеки людини і суспільства, педагогіку безпеки, сек'юритологією, міжнародну і національну безпеку, екологічну безпеку та здоров'я людини, безпеку та сталий розвиток суспільства і цивілізації. В НУФВСУ викладає дисципліни «Безпека життєдіяльності», «Цивільний захист», «Охорона праці» і «Охорона праці в галузі».

## Освіта
1987-го року закінчив Українську сільськогосподарську академію (тепер Національний  університет біоресурсів і природокористування України) за спеціальністю агрономія. Потім у 2000-му закінчив Київський державний торговельно-економічний університет (тепер Київський національний торговельно-економічний університет) за спеціальністю економіка і фінанси.

## Історія професійної діяльності
- 1992–1996 — старший науковий співробітник Вінницької обласної державної сільськогосподарської дослідної станції;
- 1997–1999 — старший викладач, доцент кафедри товарознавства та маркетингу Вінницького торговельно-економічного інституту КНТЕУ;
- 2000–2004 — доцент кафедри інженерно-технічних дисциплін Київського національного торговельно-економічного університету;
- 2004–2009 — доцент кафедри безпеки життєдіяльності Національного авіаційного університету;
- з 2013 — докторант Національного авіаційного університету;
- з 2014 — доцент Національного університету фізичного виховання і спорту України.

## Дисертаційні праці
- 1996 — дисертація на здобуття наукового ступеня кандидата сільськогосподарських наук з теми «Агроекологічна ефективність валів-терас та продуктивність озимої пшениці на сірих лісових еродованих ґрунтах»[1];
- 2006 — диплом доктора філософії PhD.

## Наукові праці
Заплатинський є автором і співавтором понад 260 наукових та навчально-методичних праць, найвідоміші з них:
- Ivor, Jaroslav, Zaplatinskyi V. Et. al. Trestne pravo, kriminalistika, bezpecnostne vedy a forenzne discipliny v kontexte kontroly criminality. Pocta prof. JUdr. Ing. Viktorovi Poradovi, DrSc., Dr.h.c.mult. k 70. narodeninam./Jaroslav Ivor a kolektiv. Plzen: Vydavatelstvi a nakladatelstvi Ales Cenek, 2013. — 905 s. ISBN 78-80-7380-440-4 (Колективна монографія на чеській мові).
- Акмалдінова О. М., Авер'яноваА.Ю, Будко Л. В., Заплатинський В. М. та ін. Тематичний словник авіаційної термінології (англійська, українська, російська мови) /[О. М. Акмалдінова, А.Ю Авер'янова, Л. В. Будко та ін.]; за ред. О. М. Акмалдінової. — К.: НАУ, 2013. — 692 с. ISBN 978-966-598-829-8.
- Zaplatinskyi V. Danger — a subjective evaluation of objective reality // Sciense & military. — L. Mikulas, Slovak Republik. Armed Forces Academy og General Milan Rastislav Stefanik. No 1, Volume 8, 2013. P. 53-62 EV 2061/08, ISSN 1336-8885.
- Заплатинський В. М. Полімовний тлумачний словник з безпеки. (Україно-словацько-російсько-англійський тлумачний словник). Підручник. — К.: Центр учбової літератури, 2009. — 120 с. ISBN 978-911-01-0002-1.
- Zaplatinskyi V. Nauka o bezpieczeństwe — klasyfikacja i struktura. Bezpieczeństwo w procesach globalizacji dziś i jutro. Pod redakcia Zbignewa Grzwny. — Katowice: Wyższa szkoła zarządzania marketingowego i języków obcych w katowicach. 2013. Tom II, Rozdzial LVI — St. 863–874. ISBN 978-83-87296-54-4 (Колективна монографія).
- Zaplatinskyi V. Staroslovanske zarodky pojmov bezpečnosť, nebezpečnosť a ich symboly v starej viere / Old Slavonic Basis of the Concept of Security, Safety, Danger and their Symbols in Ancient Beliefs BEZPEČNOSTNÉ FÓRUM 2013. Zbornik vedeckych prac.- Fakulta politickych vied a medzinarodnych vzťahov Univerzita Mateja Bela v Banskej Bystrici. 2013, Zvazok 1. — St.167-175 ISBN 978-80-557-0496-8.
- Zaplatinskyi V. Štruktúra vied o bezpečnosti// Narodna a medzinarodna bezpecnost'. Zbornik vedeckych a odbornych prac. — L. Mikulas. Akadémie ozbrojených síl generala M.R. Stefanika. 2012. CD. — 530–538 st. ISBN 978-80-8040-4508-5.
- Заплатинський В. М. Давньоримські витоки образів та символів безпеки та здоров'я // Педагогічний вісник «Чернівецький національній університет ім. Юрія Федьковича: збірник наукових праць». — Чернівці. 2011. Випуск 31. — С. 161–170.
- Запорожець О. І., Садковий В. П. Михайлюк В. О., Осипенко С. І., Бегун В. В., Войтенко В. В., Гладка Л. А., Дашковська О. В., Заплатинський В. М., та ін. Типова навчальна програма нормативної дисципліни «Безпека життєдіяльності» для вищих навчальних закладів. Типові навчальні програми нормативних дисциплін «Безпека життєдіяльності», Основи охорони праці", «Охорона праці в галузі», «Цивільний захист». — К.: МОНСМ України, 2011. С. 7-22.
- Запорожець О. І., Садковий В. П. Михайлюк В. О., Осипенко С. І., Войтенко В. В., Гончарук В. Є., Дашковська О. В., Заплатинський В. М., Дивак В. В., Миронець С. М., Применко В. І., Русаловський А. В., Селіванов С. Є., Яремко З. М. Типова навчальна програма нормативної дисципліни «Цивільний захист» для вищих навчальних закладів. Типові навчальні програми нормативних дисциплін «Безпека життєдіяльності», Основи охорони праці", «Охорона праці в галузі», «Цивільний захист». — К.: МОНСМ України, 2011. С. 50-72.
- Заплатинський В. М. Мета й завдання освіти з безпеки життєдіяльності та здоров'я людини. Педагогічний альманах (збірник наукових праць). — Видавництво «РІПО», 2011. Випуск 12. — Частина 1,- с 45-51.
- Заплатинський В. М., Матис Й. Безопасность в эру глобализации — К.: Центр учбової літератури, 2010. — 142 с. ISBN978-611-01-0146-2(монография).
- Іванова І. В., Заплатинський В. М., Гвоздій С. П. Безпека життєдіяльності: навчально контролюючі тести: навч.-метод. посібник для студ вищих навч. закладів/І. В. Іванова, В. М. Заплатинський, С. П. Гвоздій — 2 вид., переробл. та доповн. — Одеса: Видавець Букаєв Вадим Вікторович, 2009. — 161 с. ISBN 978-966-2070-25-5.
- Заплатинський В. М. Методичні рекомендації, контрольні завдання з дисципліни «Безпека життєдіяльності» та робочий зошит. Навчально-методичне видання. — Київ.: НАУ, 2007. — 131 с. Видання друге стереотипне.
- Сусло С. Т., Заплатинський В. М., Харамда Г. М., Цивільний захист: Навчальний посібник. За редакцією професора Біляковича М. О. — К.: Арістей, 2007, — 368 с. ISBN 966-381-023-8.
- Дивак В. В., Заплатинський В. М., Приліпко В. А., Сидорчук Л. А., Терещук Б. М.,Чорненька В. Д. Профілактика ВІЛ/СНІДу серед учнів.// Науково-методичний посібник для керівних кадрів освіти. (рекомендовано МОНУ) — К.: Логос, 2005. - 166 с. ISBN 966-581-635-7.
- Іванова І. В., Заплатинський В. М., Гвоздій С. П. Безпека життєдіяльності, навчальний посібник, навчально-контролюючі тести. — К.: «Самміт-Книга», 2005. 148 с. ISBN 966-7889-06-8.
- Бойченко Т. Є., Заплатинський В. М., Дивак В. В. Основи здоров'я 5-9 класи Програма для загальноосвітніх навчальних закладів. — К.: Перун, 2005. — 47 с.
- Бойченко Т. Є. Василенко С. В. Гущина Н. І. Заплатинський В. М., Дивак В. В. Манюк О. І. Основи здоров'я. Підручник для 5 кл. загальноосвіт. навч. закл. — К.: Навчальна книга, 2005. — 192 с. ISBN 966-329-033-1.
- Заплатинський В. М. Основи кримінологічної безпеки сучасного бізнесу. Навч. посіб. для ВУЗів. — К.: Видавничий центр КДТЕУ, 2000. — 141 с. ISBN 966-7376-78-8.
- Заплатинський В. М. Безпека життєдіяльності. Опорний конспект лекцій для студентів усіх спеціальностей. — К.: Видавничий центр КДТЕУ, 1999. — 208 с.

## Відзнаки та нагороди
- 2001 — подяка Міністерства освіти і науки України.
- Почесна грамота Міністерства освіти і науки України, № 117175.
- 2012 — почесний знак «Відмінник освіти України».